# Albrecht Schöler

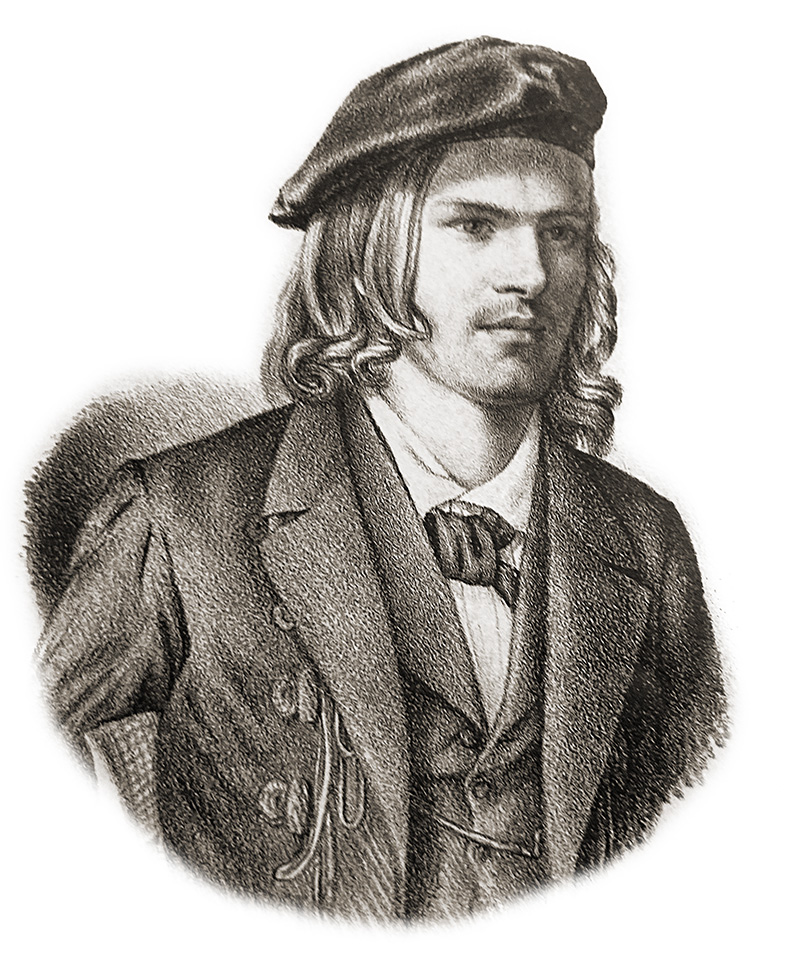
Albrecht Schöler als Bonner Wingolfit, Steinzeichnung

Albrecht Julius Schöler (* 11. Februar 1819 in Winningen; † 5. Januar 1863 in Andernach) war ein deutscher evangelischer Pfarrer, Publizist und liberaler Theologe. Er trieb die innere Mission im Hunsrück mit voran.

## Leben
Schöler wurde als Sohn des Winninger Pfarrers und späteren Superintendenten von Koblenz Albrecht Ferdinand Schöler und seiner Frau Julia, geb. Möller, Tochter des Pfarrers Gottfried Möller aus Breckerfeld (Grafschaft Mark) geboren.
Von Geburt an schwach, wurde Albrecht Schöler in seiner Jugend von einem Augenleiden heimgesucht. Auf ärztliche Anordnung musste er oft Wochen in einem dunklen Zimmer zubringen. Häufig leistete ihm hierbei sein Jugendfreund, der Winninger Lehrersohn Friedrich Otto, später Superintendent der Synode Trier, Gesellschaft. Beide sollte später eine lebenslange Freundschaft verbinden.
Schöler besuchte zunächst die Diakonatsschule in Winningen, später das Gymnasium in Koblenz und schließlich das Gymnasium in Duisburg, bis er zu Ostern 1841 sein Studium in Bonn begann.
In Koblenz war er Mitglied der Schülerverbindung Euterpia, zu der u. a. Karl Wilhelm Arnoldi, Julius Baedeker, Friedrich Wilhelm Raiffeisen, Friedrich Otto sowie die Lehrersöhne Karl und Heinrich Bungeroth, bei deren Eltern er wohnte, gehörten.
Zum Sommersemester 1841 immatrikulierte sich Schöler für evangelische Theologie an der Universität Bonn. Dort kam er in Kontakt zu einer Theologenkneipe, einem lockeren Zusammenschluss von Theologiestudenten, deren Präses gerade sein Freund Heinrich Bungeroth war. Als sich dieser am 18. Dezember 1841 in eine Studentenverbindung wandelte, schloss sich auch Schöler dieser an. Auf sein Betreiben nahm die Verbindung den Namen Wingolf an.
Schöler zeichnete sich in dieser Zeit nicht nur durch seine Poesie aus, neben dem Bundeslied der Verbindung dichtete er das Rezeptionslied Dir öffnet sich jetzt unsere Brust, sondern auch durch geschliffene Reden.
Daneben war Schöler auch Mitglied in dem von Gottfried Kinkel gegründeten Maikäferbund.
Am 12. Februar 1845 bestand Schöler das 1. Theologische Examen mit der Note „ziemlich gut“ und leistete im Weiteren ab 1. April 1845 den vorgeschriebenen Militärdienst ab. Aus diesem Dienst wurde er jedoch bereits am 6. Juni 1845 wieder entlassen. Bei einem lebensgefährlichen Einbruch in die zugefrorene, aber nicht ausreichend durchgefrorene Mosel, der sich beim Schlittschuhlaufen ereignet hatte, war Albrecht Schölers Lunge stärker angegriffen worden, als man zunächst angenommen hatte. Es entstanden Lungenblutungen, die ihn nicht nur militärunfähig machten, sondern auch eine lebenslange Schonung seiner Gesundheit erforderlich machten.
Das 2. Theologische Examen bestand Schöler im April 1846 erneut mit der Note „ziemlich gut“. Die Kandidatenzeit verbrachte er bis zum Jahre 1848 im Hause seiner Eltern in Winningen. Im Dezember 1848 wurde er zum Pfarr-Vikar in Horn (Hunsrück) ernannt und am 10. Januar 1849 ordiniert.
Am 18. Juli 1853 heiratete Schöler Adelheid Heuberger, Tochter des ehemaligen Landrates von St. Goar, Hans Carl Heuberger. Aus der Ehe sollten insgesamt sechs Kinder, drei Söhne und drei Töchter, hervorgehen. Ende 1853 bewarb er sich um die erstmals zu besetzende neue Pfarrstelle in Andernach. Die Gemeinde war vom Gustav-Adolf-Werk in dem Diasporaumfeld aufgebaut worden. Zu seinen Aufgaben dort gehörte unter anderem das sonntägliche Predigen auf der zwei Stunden entfernten Burg Rheineck, die dem Geheimrat und späteren preußischen Minister Moritz August von Bethmann-Hollweg gehörte, sowie der Predigtdienst an der „Irren-Bewahranstalt“ St. Thomas. Die Gottesdienste in Andernach fanden mangels vorhandener Kirche im Speisesaal der örtlichen Artillerie-Kaserne statt, bis der Gemeinde durch den preußischen König Friedrich Wilhelm IV. 1855 die ehemalige Franziskanerkirche zugewiesen wurde.
Am 5. Januar 1863 starb Schöler plötzlich und unerwartet an den Folgen einer Brust- und Unterleibsentzündung.

## Werk
Über seinen Bundesbruder Willibald Beyschlag kam er bereits zu Studienzeiten in Kontakt mit Gottfried Kinkel und wurde von diesem in den Maikäferbund aufgenommen; an dessen „Zeitschrift für Nichtphilister“ beteiligte er sich fleißig. Schöler gab sich in den Beiträgen in der Maikäferzeitschrift als liberaler Theologe zu erkennen, der sich über den pietistisch gesinnten Theologieprofessor Karl Heinrich Sack lustig machte. Hingegen stand er wie schon sein ursprünglich reformierter Vater ganz auf dem Boden der von Carl Immanuel Nitzsch maßgeblich beeinflussten Union der beiden reformatorischen Bekenntnisse. Gleichwohl hat er immer wieder seine Verwurzelung in der reformierten Tradition seines Elternhauses und seine Wertschätzung für den Heidelberger Katechismus deutlich gemacht.

### Rolle in der Inneren Mission
Im Jahre 1849 verfasste Schöler einen Aufruf zur Gründung eines Rettungshauses für verwahrloste Jugendliche auf dem Hunsrück, den er unter anderem auch dem ihm aus seiner Kandidatenzeit bekannten Direktor des Moerser Lehrerseminars Franz Ludwig Zahn zusandte. Dieser veröffentlichte den Aufruf nicht nur in seiner Dorfchronik, sondern ließ auch Sonderdrucke anfertigen, die er unter dem Titel Hunsrücker Chronik erscheinen ließ. Der Hunsrück war eine verarmte ländliche Gegend und evangelische Diaspora.
Ebenfalls im Jahre 1849 war in der evangelischen Kirche des Rheinlandes ein Verein für innere Mission gegründet worden. Auch die Synode in Simmern gründete einen entsprechenden Verein. Dieser beschloss auf der Generalversammlung am 21. November 1849 auf Anregung Zahns die Gründung eines Publikationsorganes unter dem Namen „Hunsrücker Chronik“. Mit der Schriftleitung wurde Albrecht Schöler beauftragt. Bereits im Januar 1850 erschien das erste Heft, in dem Schöler mit den Zielen der inneren Mission vertraut machte und die Aufgaben umriss. Auch beschrieb er das geplante Rettungshaus, das Hilfe für konfirmierte Jugend auf dem Weg ins Leben, Hilfe für Fremde, gefährdete Wandergesellen, für Arme und Kranke usw. geben sollte. Die Hunsrücker Chronik sollte dem Ziel dienen, diesem Auftrag „nach bester Kraft das Wort zu reden“. Ab 1859 kam dann auch noch die äußere Mission hinzu, weshalb der Titel nun Hunsrücker Chronik für evangelische Mission hieß.
Berichte über das im Herbst 1857 auf dem Schmiedel bei Simmern errichtete Rettungshaus sowie die dort 1857 ebenfalls errichtete Konfirmandenanstalt hatten in der Berichterstattung absolute Priorität. Die Hunsrücker Chronik diente vordringlich dem Ziel, für diese beiden Projekte die nötigen finanziellen Mittel in der Bürgerschaft einzuwerben, weil die Amtskirche hierfür keine Mittel bereitstellte. Gleichwohl diente die Hunsrücker Chronik auch der Volksmission. Im Laufe der Zeit wurde sie auch ein immer stärker werdendes zwischengemeindliches Bindeglied.
Die Chronik diente auch zur Vernetzung etwa über die Gustav-Adolf-Frauenvereine. Schoeler setzte sich dort für die Bestrebungen Raiffeisens ein, mit dem Heddesdorfer Wohltätigkeitsverein auch eine Kreditkasse aufzubauen. Schölers Chronik wurde auch wegen seiner volksschriftstellerischen und dichterischen Betrachtungen gelobt. W. O. von Horn übernahm die Chronik nach Schölers frühem Tod.
Die Hunsrücker Chronik machte Schöler weit in das rheinische Land hinaus bekannt. Beiträge wurden auch in anderen Fliegenden Blättern, etwa des Rauhen Hauses in Hamburg abgedruckt. Daneben verfasste Schoeler geistige Betrachtungen in der von seinem Freund Baedecker herausgegebenen Essener Zeitung, dem Kaiserswerther Volkskalender sowie für die Berliner und Barmer Traktatgesellschaft. Schließlich fertigte er eine Schrift über das 300-jährige Reformationsjubiläum zu Simmern am 15. und 16. Juli 1857, die bei Baedeker in Essen gedruckt und weit verbreitet wurde und die für die rheinische Kirchengeschichte bis heute von Bedeutung ist.